# ノストランド・アベニュー駅 (INDフルトン・ストリート線)
ノストランド・アベニュー駅（英語: Nostrand Avenue）はブルックリン区のノストランド・アベニューとフルトン・ストリート交差点に位置するニューヨーク市地下鉄INDフルトン・ストリート線の駅である。A系統が終日、C系統が深夜を除く終日停車する。

## 歴史
駅はINDフルトン・ストリート線がジェイ・ストリート-ボロー・ホール駅（現在のジェイ・ストリート-メトロテック駅）からロッカウェイ・アベニュー駅まで開業した1936年4月9日に開業した。この駅の上のBMTフルトン・ストリート線の同名の駅は1940年5月31日に廃止された 。
駅は1981年にMTAによって老朽化した69駅の中に挙げられた。
2005年2月17日の朝早朝、乗客はこの駅の線路に2つのゴミ袋を発見した。ブルックリンのブッシュウィックの3日前に行方不明と報告された19歳のラショーン・ブラゼルの身体部分を含んでいた。このケースは、ニューヨーク市の歴史のなかで最も悲惨なものの1つと考えられている。2017年2月、38歳のクワウフル・ゴヴァンがブラゼルの殺人事件で逮捕された。ゴヴァンはまた、2004年に発生した殺人事件について、2016年11月に同様の犯罪で起訴された。

## 駅構造
| G                                                | 地上階                             | 出入口 |
| B1                                               | ベッドフォード・アベニュー側改札口 | 改札、メトロカード販売機 |
| B2 急行ホーム / ノストランド・アベニュー側改札口 | 北側改札口                         | 改札、メトロカード販売機 |
| B2 急行ホーム / ノストランド・アベニュー側改札口 | 相対式ホーム、右側扉が開く         | |
| B2 急行ホーム / ノストランド・アベニュー側改札口 | 北行急行線                         | ← （深夜以外）インウッド-207丁目駅ゆき（ホイト-スカーマーホーン・ストリーツ駅）                                                                                                |
| B2 急行ホーム / ノストランド・アベニュー側改札口 | 南行緩行線                         | → （深夜以外）ファー・ロッカウェイ駅、レファーツ・ブールバード駅ゆき（ユーティカ・アベニュー駅）→ （夕ラッシュ）ロッカウェイ・パーク駅ゆき（ユーティカ・アベニュー駅）→        |
| B2 急行ホーム / ノストランド・アベニュー側改札口 | 相対式ホーム、右側扉が開く         | |
| B2 急行ホーム / ノストランド・アベニュー側改札口 | 南側改札口                         | 改札、メトロカード販売機 |
| B3 各駅停車ホーム                                | 相対式ホーム、右側扉が開く         | 相対式ホーム、右側扉が開く |
| B3 各駅停車ホーム                                | 北行緩行線                         | ← 168丁目駅ゆき（フランクリン・アベニュー駅） ← （深夜のみ）インウッド-207丁目駅ゆき（フランクリン・アベニュー駅）                                                             |
| B3 各駅停車ホーム                                | 仕切壁                             | |
| B3 各駅停車ホーム                                | 路盤                               | → 運行なし |
| B3 各駅停車ホーム                                | 路盤                               | → 運行なし |
| B3 各駅停車ホーム                                | 仕切壁                             | |
| B3 各駅停車ホーム                                | 南行緩行線                         | → ユークリッド・アベニュー駅ゆき（キングストン-スループ・アベニュース駅）→ （深夜のみ）ファー・ロッカウェイ-モット・アベニュー駅ゆき（キングストン-スループ・アベニュース駅）→ |
| B3 各駅停車ホーム                                | 相対式ホーム、右側扉が開く         | |

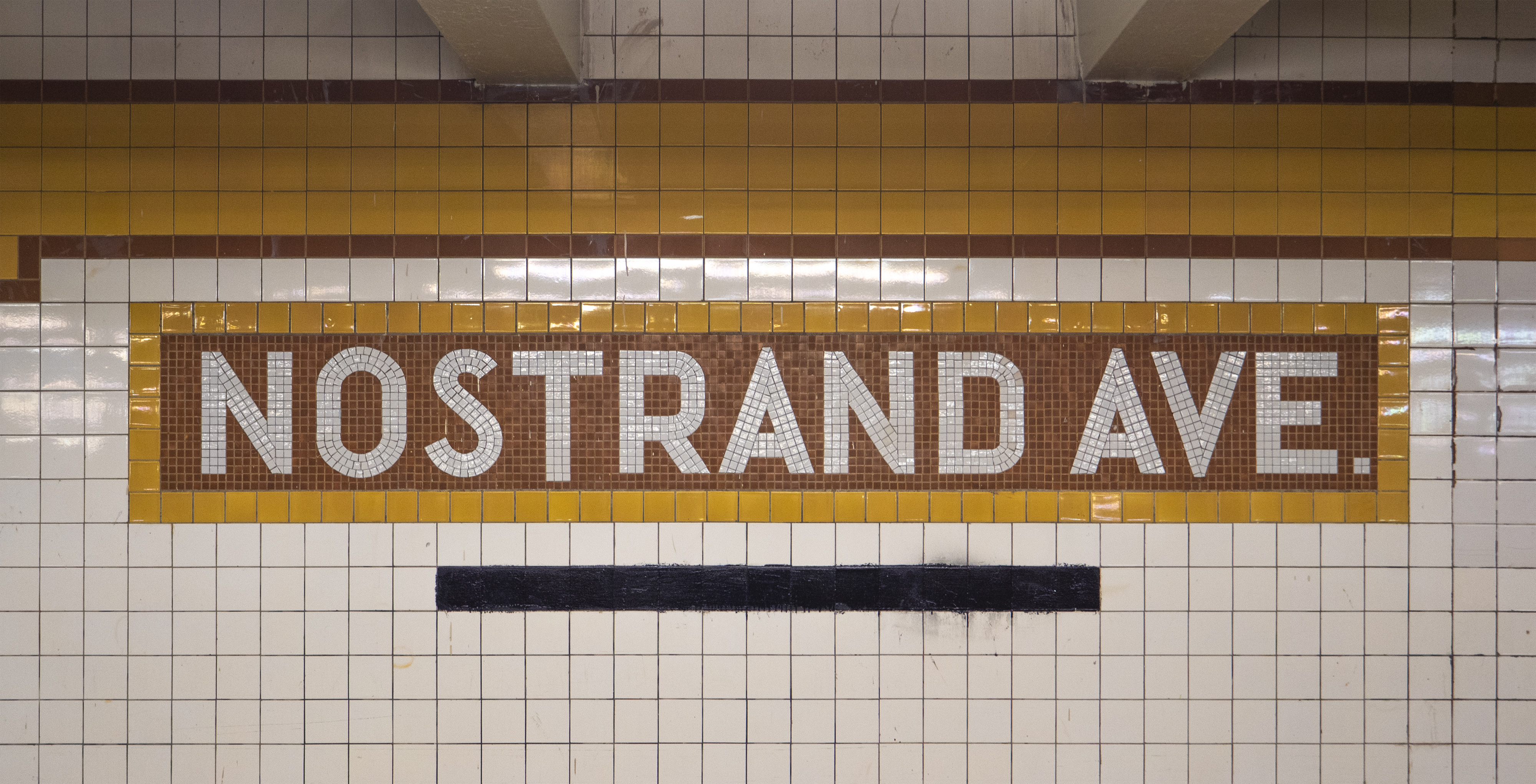
駅名標

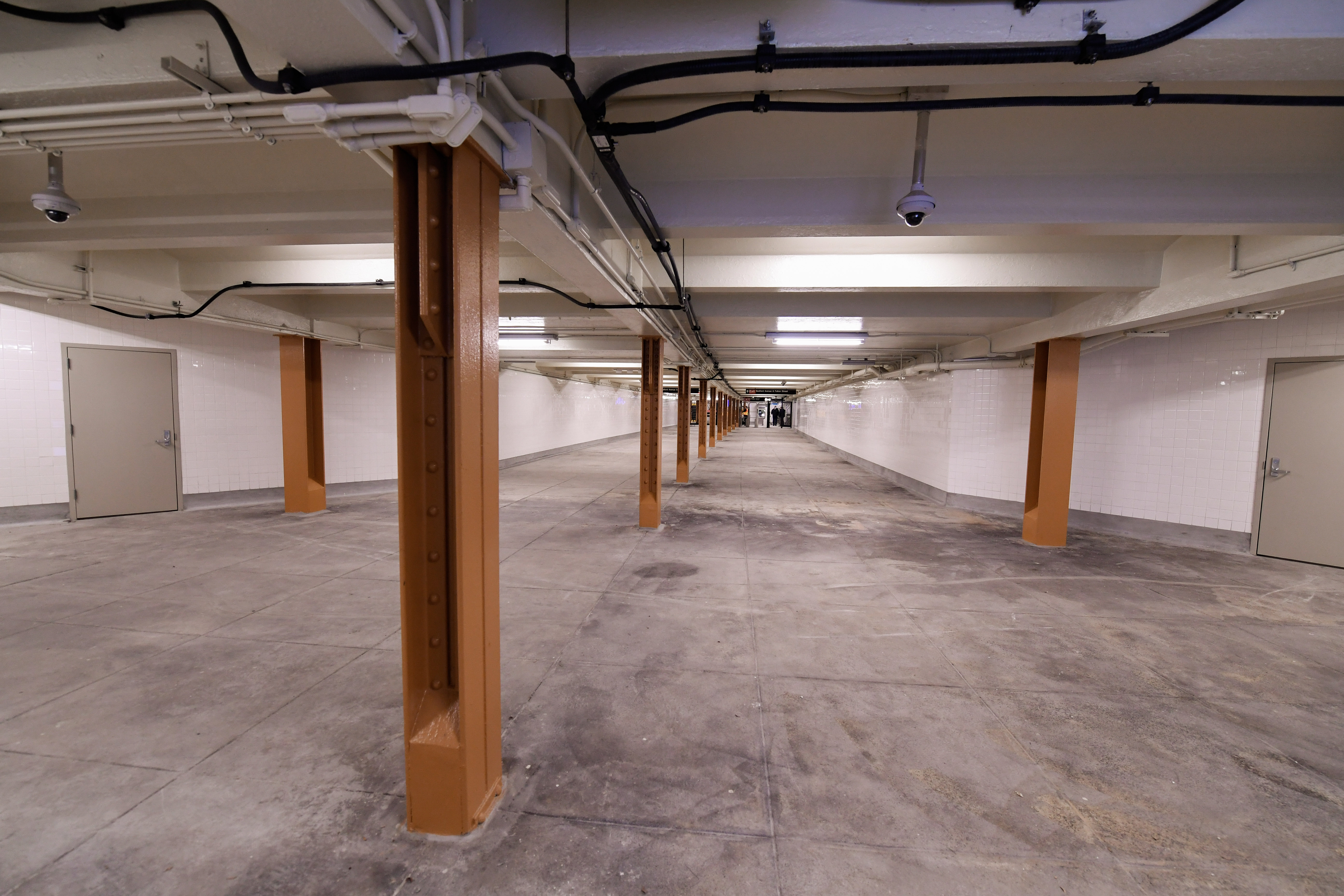
ベッドフォード・アベニューの改札階

駅はニューヨーク市地下鉄内で唯一、急行線が上を通る2層構造の駅である。当初各駅停車駅として計画され、その後の計画変更を伴って急行停車駅となった。改札階を急行線にした関係で、南北ホームは改札内で結ばれていなかった。緩行線ホーム下にも連絡通路は設置されなかった。これはIRTレキシントン・アベニュー線86丁目駅及びINDカルバー線バーゲン・ストリート駅と同様の形態になっていた。2021年2月4日に長らく閉鎖されていた西改札口の供用開始によって、改札内で南北ホーム間の移動ができるようになった。また、バリアフリー法に基づくエレベーターの設置計画がある。

### 出入口
上層ホーム横の改札からはノストランド・アベニューとフルトン・ストリートの交差点4つ角に出ることができる。
駅西端の改札はホーム間連絡通路を兼ねており、ベッドフォード・アベニュー東側への階段2本がある。
| 位置                                                     | 数 | 接続する改札           |
| -------------------------------------------------------- | -- | ---------------------- |
| ノストランド・アベニューとフルトン・ストリート交差点南西 | 1  | 上層階南行ホーム改札口 |
| ノストランド・アベニューとフルトン・ストリート交差点南東 | 1  | 上層階南行ホーム改札口 |
| ノストランド・アベニューとフルトン・ストリート交差点北西 | 1  | 上層階北行ホーム改札口 |
| ノストランド・アベニューとフルトン・ストリート交差点北東 | 1  | 上層階北行ホーム改札口 |
| ノストランド・アベニューとフルトン・ストリート交差点北西 | 1  | 西改札口               |
| ノストランド・アベニューとフルトン・ストリート交差点北東 | 1  | 西改札口               |